# Rhanidopsis
Rhanidopsis là một chi bướm đêm thuộc họ Geometridae.